# Oblast Toela
De oblast Toela (Russisch: Тульская область, Toelskaja oblast) is een oblast (bestuurlijke eenheid) van Rusland. De oblast ligt op ongeveer 200 kilometer ten zuiden van Moskou. De hoofdstad is de gelijknamige stad Toela.
Deze oblast ligt aan de zuidrand van het industriegebied van Moskou en is een van de sterkst geïndustrialiseerde gebieden van het land. Belangrijke industrieën zijn de bruinkoolwinning, de levensmiddelenindustrie en de machinebouw.

## Demografie
| 1897      | 1926      | 1939      | 1959      | 1970      | 1979      | 1989      | 2002      |
| --------- | --------- | --------- | --------- | --------- | --------- | --------- | --------- |
| 1.419.456 | 1.504.851 | 2.048.695 | 1.920.308 | 1.952.467 | 1.907.575 | 1.861.411 | 1.675.758 |

## Geboren
- Aleksandr Dargomyzjski (1813-1869), componist
- Aleksandr Oevarov (1922-1994), ijshockeyer
- Dmitri Oekolov (1929-1992), ijshockeyer
- Vjatsjeslav Vedenin (1941-2021), langlaufer
- Joelia Snigir (1983), actrice en model